# Encyklopedia staropolska (Brückner)
Encyklopedia staropolska (popularnie zwana: Encyklopedia staropolska Brücknera lub w skrócie: Encyklopedia Brücknera) – dwutomowa, polska encyklopedia historyczna poświęcona staropolszczyźnie autorstwa Aleksandra Brücknera. Wydana w latach 1937–1939 przez wydawnictwo Trzaska, Evert i Michalski .

## Historia
Autorem warstwy tekstowej encyklopedii był polski historyk i slawista Aleksander Brückner, który podjął się tej pracy za namową redaktora naczelnego wydawnictwa Trzaski, Everta i Michalskiego – Stanisława Lama, występującego jako przedstawiciel firmy będącej inicjatorem przedsięwzięcia. W kwietniu 1934 roku Lam złożył Brücknerowi ofertę wspólnego napisania tej encyklopedii, którą mieli razem redagować. Nieoczekiwanie Brückner odpowiedział, że chętnie sam podejmie się napisania całości w oparciu o swoje materiały naukowe. Lam widząc zapał profesora do wykonania tej pracy przystał na to nie chcąc odbierać sędziwemu przedstawicielowi nauki polskiej radości, jaką znalazł pod koniec swojego życia pracując nad tym dziełem.
Encyklopedia była kolejną wielką polską encyklopedią dotyczącą tej tematyki po wcześniejszej, czterotomowej Encyklopedii staropolskiej ilustrowanej Zygmunta Glogera wydanej w latach 1900–1903. Sam Brückner we wstępie do pierwszego tomu swojej encyklopedii przyznał się do inspiracji dziełem Glogera oraz wykorzystania go w swojej pracy, w tym do zaczerpnięcia z niego całych fragmentów tekstu. Napisał: Nie wahałem się natomiast powtarzać za Glogerem wielu drobnych artykułów, skracając je stale i dodając ile możności coś nowego.
Oprócz Glogerowskiej encyklopedii Brückner podał również inne dzieła polskich historyków, z których czerpał informacje: Życie polskie w dawnych wiekach Władysława Łozińskiego, dzieła o etnografii, historii i języku Jana Stanisława Bystronia, dzieła Stanisława Kutrzeby (szczególnie Historia ustroju Polski i Litwy w zarysie), Słownik rzeczy prawniczych Przemysława Dąbkowskiego, Zarys historii wojskowości w Polsce Mariana Kukiela, Dzieje średniowieczne Jana Dąbrowskiego, dwutomowa Kultura ludowa Słowian etnografa i slawisty Kazimierza Moszyńskiego, Miasta i mieszczaństwo w dawnej Polsce Jana Ptaśnika.
Oprócz przedwojennych opracowań naukowych Brückner korzystał również z historycznych tekstów i dokumentów źródłowych oraz własnej, bogatej pracy naukowej dotyczącej historii Polski oraz Słowiańszczyzny. Mimo ogromu pracy wykonanej przy Encyklopedii staropolskiej sam autor w przedmowie napisał skromnie: Redakcja dzieła wcale nie jest moją zasługą, dostarczyłem tylko tekstu; plan obmyśliła i bez względu na trudy i koszty do szczęśliwego końca przywiodła redakcja Trzaski, Everta i Michalskiego. Aleksander Brückner napisał również, że na stronie tytułowej powinny oprócz jego nazwiska widnieć również nazwiska: Karola Estreichera, profesora Stanisława Kota oraz Stanisława Lama, którzy bezpośrednio zaangażowani byli w powstanie oraz wydanie tej encyklopedii.
Brückner wstępną wersję Encyklopedii staropolskiej opracował w bardzo szybkim tempie. Jej pierwszą wersję wysłał do wydawnictwa już w lipcu 1935 roku. Później na życzenie wydawcy dodał jeszcze kilkanaście haseł oraz przygotował nową wersję. Prawie cztery lata trwały dalsze prace edytorskie, korektorskie, poprawki błędów merytorycznych w tekście, uzupełnienie haseł, opracowanie warstwy ikonograficznej w oparciu o zbiory archiwalne oraz druk całości.

### Redakcja encyklopedii

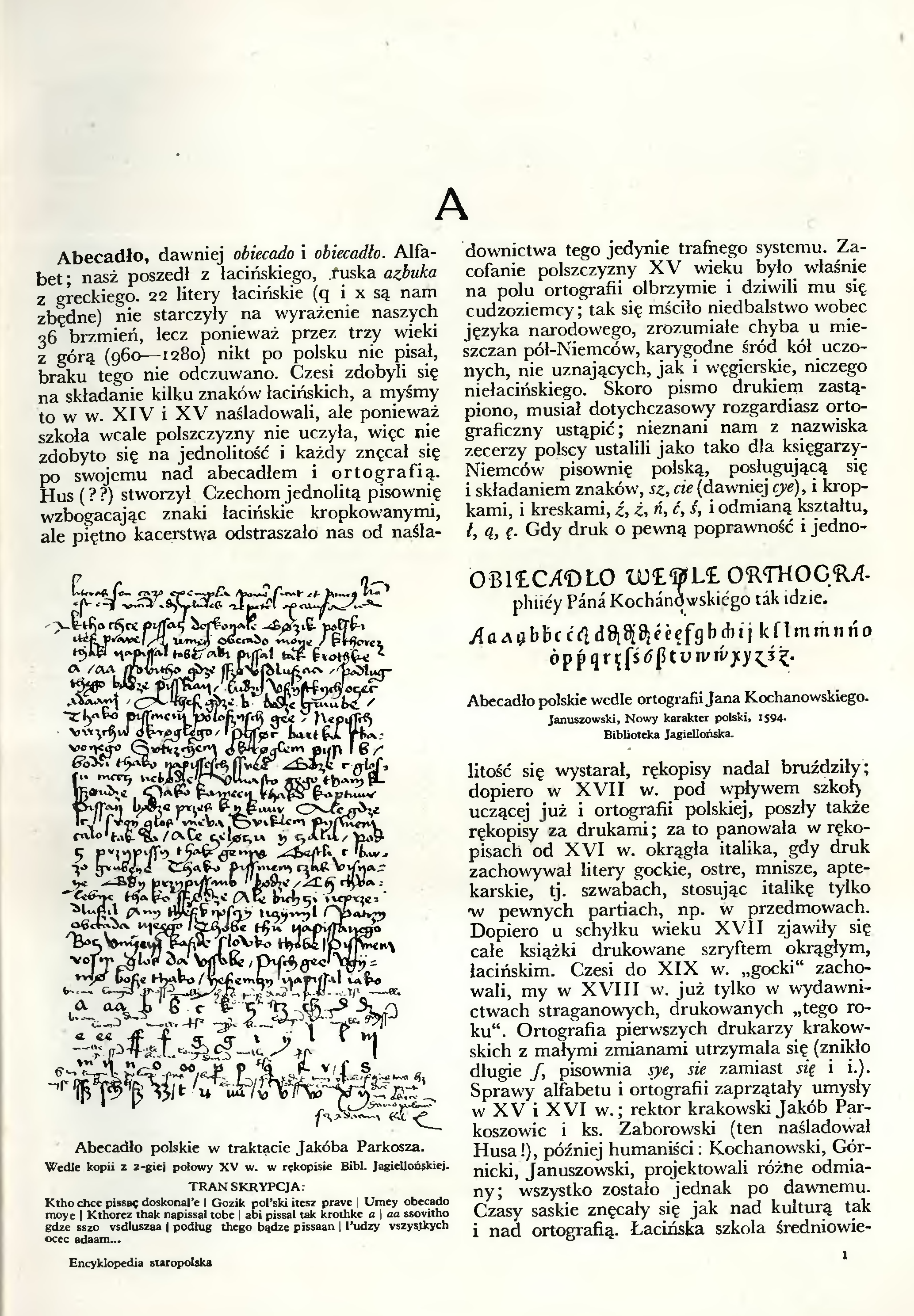
Początek encyklopedii – pierwsze hasło na literę A: Abecadło

Encyklopedia przedstawiana oficjalnie jako dzieło Aleksandra Brücknera miała jednak w dużej mierze charakter zespołowy. Oprócz autora tekstu uwidocznionego na okładce oraz Estreichera odpowiedzialnego za ilustracje dużą pracę w edycję Encyklopedii staropolskiej wnieśli również dwaj polscy historycy: Stanisław Kot oraz Stanisław Lam, co we wstępie do encyklopedii przyznał sam Aleksander Brückner. Tak w swoich pamiętnikach napisanych już po wojnie współpracę redakcyjną opisał Lam: Oddałem rękopis Brücknera w opiekę prof. Kota. Wybór właśnie jego osoby okazał się bardzo szczęśliwy, gdyż Kot w „oszlifowanie” drogocennych kamieni włożył tyle umiejętności i wiedzy, a także pietyzmu dla dokonań swego starszego przyjaciela, iż całej Encyklopedii wyszło to na pożytek niemały. Tu dodana data, tam szczegół, tu dopisanie zdania lub usunięcie pozornej lub istotnej sprzeczności, a nawet spis haseł, które by jeszcze Brückner miał „dorobić”, wreszcie cały skorowidz rzeczowy – oto nad czym czuwał prof. Kot, poświęcając swój czas tej przysłudze oddanej dziełu Brücknera i nauce.
Stanisław Kot oprócz merytorycznej korekty tekstu Brücknera, zlecił także opracowanie kilkunastu haseł innym autorom będących specjalistami w danych dziedzinach. Hasła do Encyklopedii staropolskiej napisało wielu polskich historyków pod kierownictwem Stanisława Lama. Byli to: Henryk Barycz – pielgrzymki i podróże, Aleksander Birkenmajer – astrologia, astronomia, wiedza matematyczno-fizyczna, wiedza o przyrodzie żywej, Stanisław Bodniak – marynarka, Karol Buczek – mapy Polski, Bożena Zboińska-Daszyńska – uczty, Jerzy Fierich – rolnictwo, Stanisław Gąsiorowski – rzymska kultura w Polsce, wędrówki ludów, Karol Górski – Krzyżacy, Alodia Kawecka-Grycz – kancjonały, Zofia Kozłowska-Budek – pieczęć, Ludwik Piotrowicz – rzymskie monety, Julian Pulikowski – muzyka, Stanisław Szczotka – inwentarze, zbójnictwo.
Osobną wartość encyklopedii stanowi dopełniająca wydawnictwo bogata i ściśle związana z tekstem ikonografia licząca niemal 4000 obrazów. Częścią ilustracyjną zajmował się Karol Estreicher  . Jego pracę wysoko ocenił sam autor haseł, przyznając, że stanowi ona dopełnienie tekstu znacznie pogłębiające zarówno treść, jak też merytoryczną wartość wydawnictwa. Brückner domagał się nawet umieszczenia jego nazwiska na okładce jako współautora, do czego ostatecznie nie doszło w wyniku decyzji wydawcy. Wartość pracy Estreichera jest o tyle większa, że wiele materiałów ikonograficznych zawartych w tej encyklopedii zaginęło lub zostało zniszczonych w czasie II wojny światowej. Oprócz doboru ilustracji Karol Estreicher napisał również kilka haseł dotyczących sztuki: malarstwo, przemysł artystyczny, rzeźba oraz ubiór.

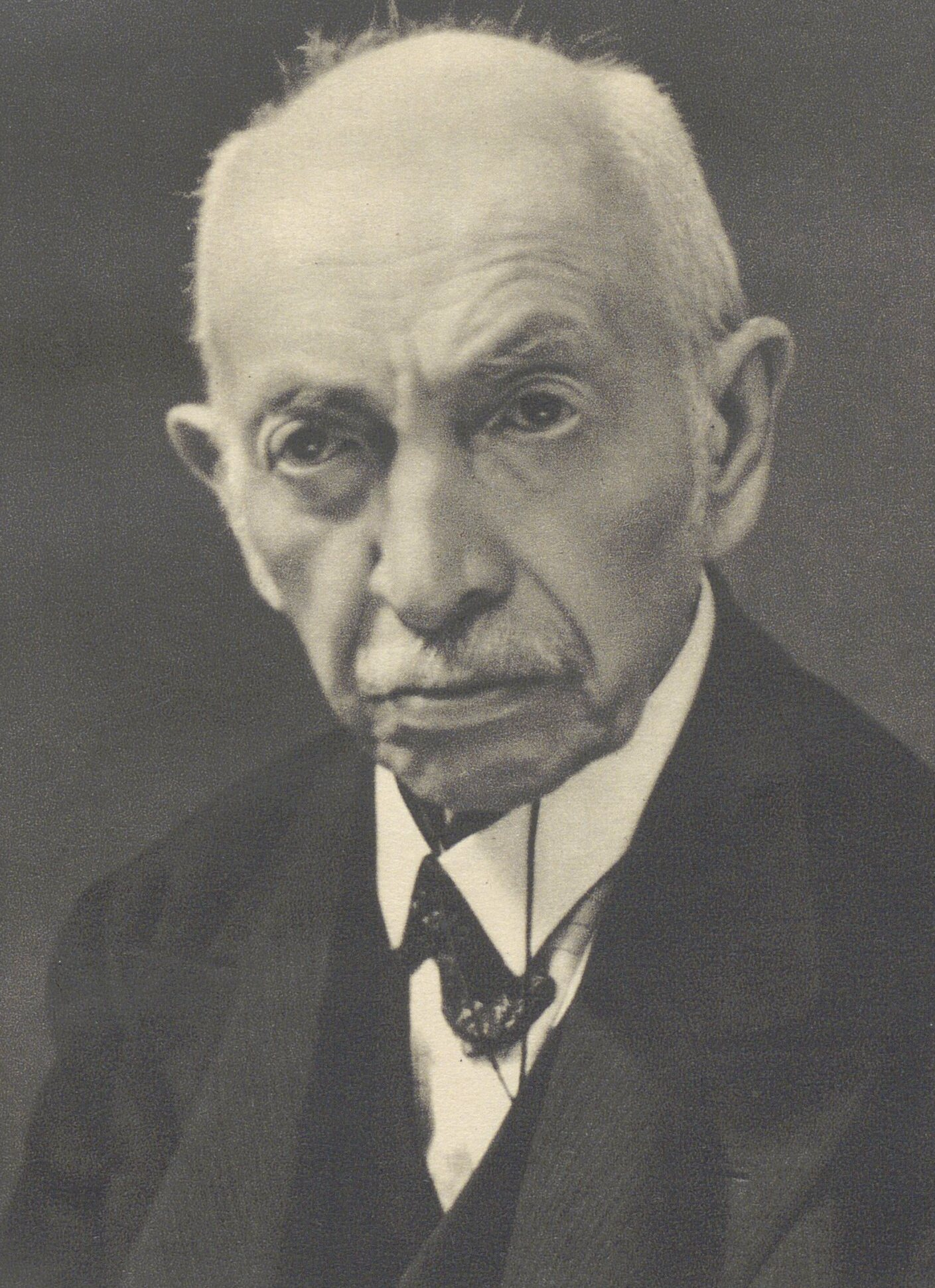
Autor warstwy tekstowej encyklopedii – Aleksander Brückner w 1939 roku
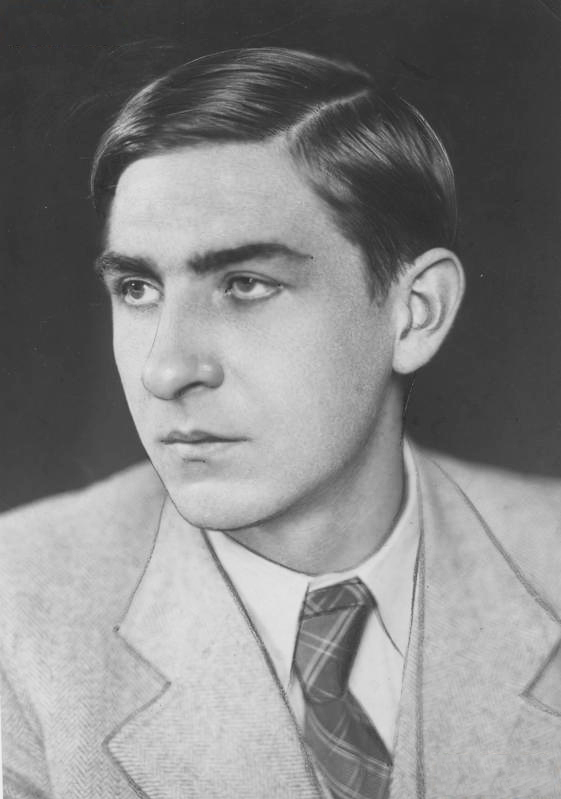
Autor warstwy ikonograficznej oraz haseł z dziedziny sztuki – Karol Estreicher
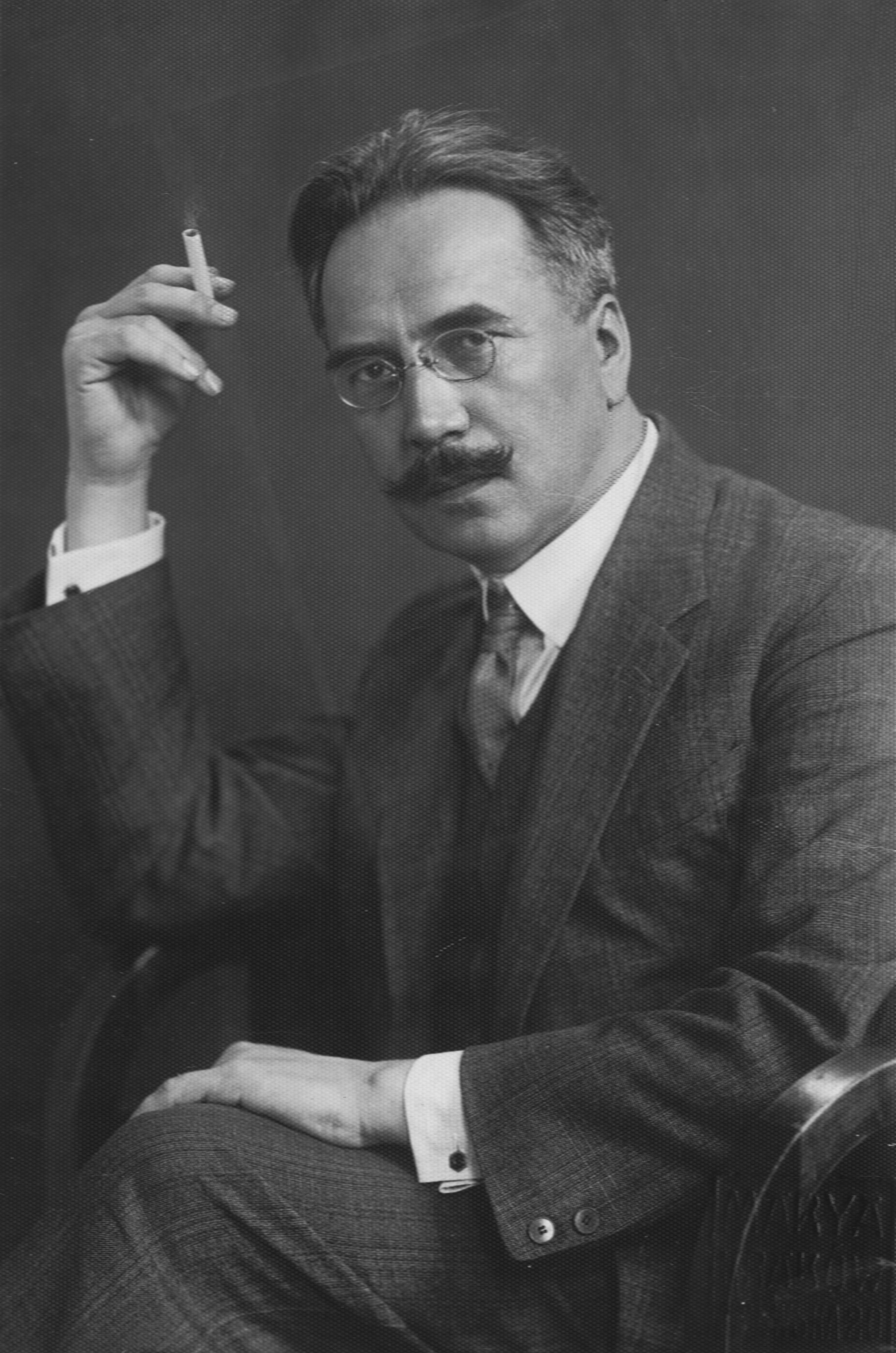
Edytor i korektor encyklopedii Stanisław Kot
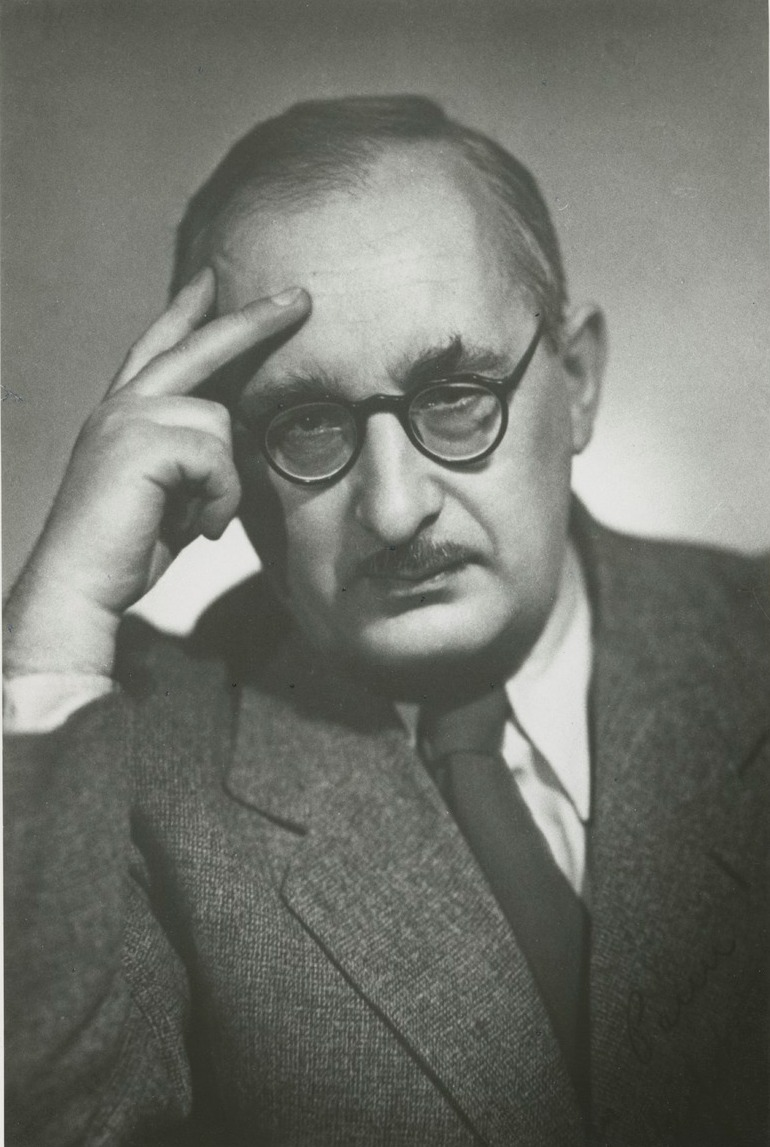
Henryk Barycz, autor hasła pielgrzymki i podróże

## Opis techniczny, ceny i dystrybucja
Encyklopedia publikowana była w szesnastu zeszytach, które wyszły w latach 1937–1939. Promocyjna cena zeszytu w prenumeracie wynosiła 6,50 złotych, z wysyłką pocztową 6,80. Półroczna prenumerata na 6 numerów wynosiła od 40 do 80 zł w zależności od zamówionej oprawy introligatorskiej. Wydawnictwo oferowało oprawy zeszytów w dwa tomy w różnych standardach i cenach. Klient miał dużą dowolność w decyzji o wyglądzie i sposobie oprawy. Mógł np. zdecydować, gdzie zostaną wklejone kolorowe tablice oraz mapy. Ceny prenumeraty były cenami promocyjnymi. Oprawiona encyklopedia w tomy sprzedawana była drożej .
Zamówienia na encyklopedie wysyłane były przez klientów drogą pocztową na formularzach wydawnictwa drukowanych na zamówieniach wycinanych z reklam prasowych lub z książek .
Encyklopedia staropolska Brücknera liczyła w sumie ok. 4000 ilustracji wyselekcjonowanych do tej publikacji przez Karola Estreichera. Zawierała też kilka tablic wielobarwnych. Druk w dziele ma układ dwuszpaltowy .

## Uznanie i znaczenie
Ze względu na fakt, że Encyklopedia staropolska opublikowana została na krótko przed wybuchem II wojny światowej, nie doczekała się ona wielu recenzji w przedwojennej prasie naukowej. Dzieło spotkało się jednak z dużym uznaniem historyków, a praca autora została przez nich wysoko oceniona.
W okresie powojennym wiele pochlebnych opinii o pracy Brücknera wyrazili historycy: Henryk Barycz napisał w biografii Aleksander Brückner wydanej w 1947 roku: Niezwykle bogata, skondensowana treść tego monumentalnego dzieła, stanowiącego w dużej mierze produkt wieloletnich, samodzielnych studiów Brücknera, posuwająca od czasów książki Glogera o duży skok naprzód wiedzę o życiu codziennym obyczajowym i społeczno-gospodarczym naszych przodków, stanowić będzie na długie lata pokarm i skarbnicę wiadomości o tej stronie naszej przeszłości narodowej.
W opinii Jana Otrębskiego w artykule zamieszczonym w 1960 w „Slavia Occidentalis”: Encyklopedia staropolska może być nazwana dziełem popularyzacyjnym. Jest to bowiem nie wykład ciągły, lecz zbiór luźnych artykułów, podanych alfabetycznie; ujęte są one przystępnie i krótko, a stwierdzają raczej tylko faktyczny stan rzeczy na podstawie danych, jakie zdobył głównie sam Bruckner.
W posłowiu do reedycji wydania fotooffsetowego encyklopedii z 1990 roku polski historyk Janusz Tazbir napisał: Nie ulega wątpliwości, iż „Encyklopedia staropolska” Brücknera należy do klasycznych już dziś pozycji naszej humanistyki (…).

## Krytyka
Pomimo zalet oraz znaczenia encyklopedia spotkała się także z krytyką. Najpoważniejsze zarzuty dotyczyły konstrukcji dzieła. Janusz Tazbir w reedycji z 1990 wymienia najistotniejsze z defektów:
- powtórzenia, które są charakterystyczne dla dorobku Brücknera,
- niejednolite opracowanie haseł: jedne zbyt rozbudowane i szczegółowe, inne ubogo opisane,
- styl pisarski, który ma charakter gawędziarski i odbiega od suchego, faktograficznego stylu charakterystycznego dla encyklopedii.

Dodatkowo kontrowersje i polemikę wzbudził fakt, że Brückner zawarł w Encyklopedii staropolskiej własne subiektywne poglądy, oceny i opinie nie mające waloru encyklopedycznego obiektywizmu. Kontrowersje wywołały np. rozważania na temat narodowego charakteru Polaków, a zwłaszcza krytyczna ocena szlachty.

## Wydania
W okresie międzywojennym w latach 1937–1939 opublikowano 16 zeszytów tworzących dwa tomy :
- tom pierwszy (A–M) liczył 956 stron, 2003 ilustracji oraz 18 tablic,
- tom drugi (N–Ż) liczył wraz ze skorowidzami 1070 stron, 1945 ilustracji oraz 17 tablic.

W 1958 roku, w okresie PRL, ponowne wydanie encyklopedii zapowiedziało wydawnictwo Wiedza Powszechna, które zamierzało dołączyć do dwóch przedwojennych tomów trzeci, dodatkowy tom z komentarzami, bibliografią i nowym naukowym opracowaniem uwzględniającym nowe odkrycia i badania. Do tej publikacji jednak nie doszło.
Drugie wydanie, dwutomowy, wierny reprint wydawnictwa techniką fotooffsetową opublikowało Państwowe Wydawnictwo Naukowe w Warszawie dopiero po zakończeniu komunizmu w Polsce w 1990 roku w nakładzie 50 000 + 300 egzemplarzy .